# Compañía de Cazadores de Montaña 8
La Compañía de Cazadores de Montaña 8 «Teniente Primero Ibáñez» (Ca Caz M 8) es una subunidad independiente del Ejército Argentino. Está basada en el Cuartel de Ejército «Puente del Inca», Provincia de Mendoza, a una altitud de casi 2800 m s. n. m.

## Historia
Se constituyó la Compañía de Esquiadores de Alta Montaña Escuela el 9 de junio de 1948. En 1984 se crearon las Tropas de Operaciones Especiales de Montaña. En 1986 la subunidad adoptó el nombre Compañía de Cazadores de Montaña 8 «Teniente Primero Ibáñez».
El 18 de noviembre de 1976 el soldado Paulo Alberto Laffitte fue víctima de desaparición forzada. El 3 de enero de 1977 el jefe de la Compañía, mayor Fernando Barrault, comunicó a la madre del joven la baja de este por tener personalidad psicopática. Esta mujer buscó infructuosamente a su hijo en el Hospital Militar Mendoza y en el Comando de la VIII Brigada de Infantería de Montaña, que a la sazón estaba comandada por el general de brigada Jorge Maradona; Laffitte jamás apareció.

## Ejercicios
En enero de 2013, la VIII Brigada condujo la Operación Aconcagua. Entre el 18 y 19 del mencionado mes y año, un total de 54 militares de las Brigadas V (14), VI (4) y VIII (36) alcanzaron la cima del Aconcagua. La Operación fue la primera ascensión en la que participan las tres brigadas de montaña del EA. La Compañía 8 cumplió una función de rescate en la ascensión.
En el mismo 2013, las Compañías de Cazadores de Montaña 6 y 8 compartieron por primera vez un programa de ejercicios. Esto se llevó a cabo en el Cu Ej «Puente del Inca». Ascendieron los cerros Banderita Norte (4100 m s. n. m.), Tolosa (4600 m s. n. m.) y Santa Elena (5000 m s. n. m.).
En el año 2019, la Compañía de Cazadores de Montaña 8 realizó un ejercicio de recuperación del Aeropuerto Internacional Gobernador Francisco Gabrielli. El ejercicio se realizó en conjunto con la Sección de Aviación de Ejército de Montaña 8 y la IV Brigada Aérea.